# Месса № 1 (Керубини)
Месса № 1 фа мажор di Chimay (для принца Шиме) для солистов (сопрано, тенора и баса), трёхголосного хора и оркестра — месса Л. Керубини, начатая им в 1808—1809 годах в поместье принца Шиме и оконченная в 1810 году. Керубини писал мессы много ранее, в 1770-х годах, во время своего пребывания в Италии. Затем, переехав во Францию, он обратился к опере. В 1806 году он сочинил Credo для восьмиголосного хора a cappella, однако затем, заболев, бросил работу. Месса для Шиме является, таким образом, первой мессой, написанной им за более чем двадцать лет. Она отражает глубокие изменения, произошедшие в творчестве композитора.
Возвращение Керубини к религиозной музыке стало возможным благодаря примирению Наполеона с Папой Римским в 1801—1802 годах и восстановлению католической церкви во Франции: появилась острая потребность в подобных сочинениях. Вместе с тем, уже последние (написанные для Эстерхази) мессы Й. Гайдна задали для них новые стандарты. Перед Керубини стоял сложный стилистический выбор.

## Структура
Торжественная гомофония все еще присутствует в оркестровом вступлении к Kyrie, несколько напоминающим оперную музыку. Gloria и Credo делятся на отдельные части. Начало Gloria построено в циклической форме (Gloria — Laudamus, Domine — Gloria), что довольно ново для того времени. Деление Credo — в общем традиционное. И Gloria, и Credo оканчиваются фугами.
- I. Kyrie.
  - Kyrie eleison (Sostenuto. Coro).
  - Christe eleison (Allegretto. Soli).
  - Kyrie eleison (Tempo I. Coro).
- II. Gloria.
  - Gloria in excelsis Deo (Allegro vivace. Coro).
  - Laudamus te (Andate con moto. Soli e coro).
  - Gloria in excelsis Deo (Allegro vivace. Coro).
  - Qui tollis (Sostenuto. Soli e coro).
  - Quoniam tu solus (Coro).
  - Cum Sancto Spiritu (Andante con moto. Coro).
  - In gloria Dei patris (Allegro. Coro).
- III. Credo.
  - Credo (Allegro moderato. Coro).
  - Et incarnatus est (Larghetto. Soli).
  - Cricifixus (Largo moderato. Coro).
  - Et resurrexit (Allegro. Coro).
  - Et in Spiritum Sanctum (Soli e coro).
  - Et expecto resurrectionem (Grave. Soli).
  - Et vitam venturi saeculi (Presto. Coro).
- IV. Sanctus.
  - Sanctus (Maestoso assai. Coro).
  - Hosanna (Allegro. Coro).
- V. Benedictus.
  - Benedictus (Larghetto. Soli).
  - Hosanna (повторение).
- VI. Agnus Dei.
  - Agnus Dei (Sostenuto. Soli e coro).
  - Dona nobis pacem (Allegro. Soli e coro. — Più allegro. Coro).

## Записи
- Cherubini. Messa Solenne in Fa Maggiore «Di Chimay» (EMI Classics, 2004). Солисты: Р. Цизак (сопрано), Г. Липпер (тенор), И. А. Абдразаков (бас). Хор Баварского радио (хормейстер М. Глэзер). Симфонический оркестр Баварского радио. Дирижёр Р. Мути. Концертная запись 5-8 марта 2001 г. (Мюнхен).

## Ноты
Партитуры мессы в свободном доступе нет. Имеется лишь клавираусцуг издания Петерса:
- Месса № 1 F-dur Луиджи Керубини: ноты произведения на International Music Score Library Project